# 種数面積関係

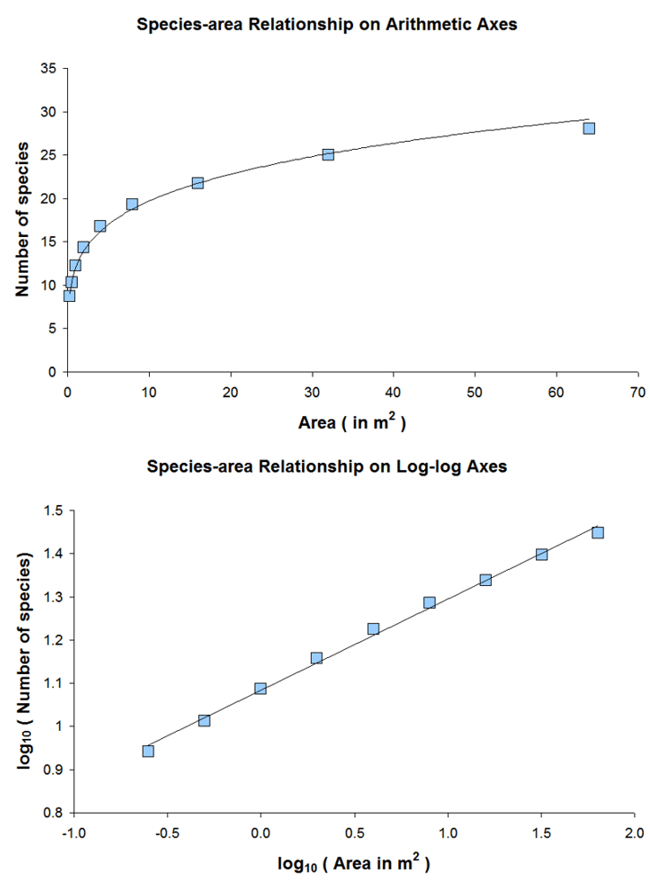
種数面積曲線
実測値による線は増加が緩やかになる曲線（上）となるが、両対数を取ると直線（下）になる。

種数面積関係（しゅすうめんせきかんけい）(species-area relation)
とは、ある環境における面積と生息する生物種の数（種の豊富さ）の関係のことである。種-領域関係と訳されることもある。この関係はArrhenius(1921).によって提唱された。種数面積関係の式をグラフ化したものは、種数面積曲線(SAC, species-area curve)と呼ばれる。生態学用語。

## 概論
一般的に、特定地域に生息する種数（種の豊富さ）は、低緯度地方ほど多く、高緯度地方ほど少なくなる傾向がある。しかしながら、気候区分などが類似した環境下でも、種数が異なる場合がある。例としては、同じ面積を比べると大陸よりも島の種数が少ない傾向があり、島どうしの比較では種数はその面積に依存することが挙げられる。
この関係は、古くから知られており、ダーウィンは『種の起原』の中で、後述の「種分化速度モデル」に近い考え方を用いて、島の生物種が少ない理由を考察している。
類似環境下での種数と面積の関係について、数量モデルを提唱したのはArrheniusである。前述の島・大陸の差異について、Prestonは「本土の種数面積関係（連続的で任意に区分設定できる地域）」および「島の種数面積関係（不連続な地域）」の2種類の種数面積関係に整理した。
Rosenzweigもまた、いくつかのエコリージョン（生態域）や大陸を含んだ大きな領域の種数面積関係に触れ、それらは島や小面積の連続領域の種数面積関係と異なるとした。
しかしながら、島・大陸（本土）の違いや、後述のモデル化理論に違いはあるものの、種数面積関係は一般に{\displaystyle S=cA^{z}}という簡潔な式で表される。ただし、類似の環境中でも、面積により適応できるモデルが変化（すなわち定数cとzの変更）することがあり、種数面積曲線が複数の線（線分）の組み合せで構成される場合もある。
なお、対象にする生物は、特定のタクソンを取り上げて種数を計測することが一般的である。例えば、植物、鳥類、コウチュウ目の昆虫など、様々な分類階級が取り上げられる。

## 理論
この関係の数式は、
{\displaystyle S=cA^{z}} （または{\displaystyle \log S=\log c+z\log A}）
である。ここで、Sは生物種の数、Aは調査対象地域の面積、cとzは定数である（一般に zは1未満の正の数）。この式は、生物種の数が対象面積（生息域の大きさ）に依存することを示している。
面積と生物種の数に相関がある理由としては、次の5つモデルが考えられる。
1. ランダム抽出モデル … 小面積地域の生物群集は、大面積地域の生物群集から無作為抽出した群集と等価であるとするモデル[6]。
2. 環境の異質性モデル … 面積が広がるにつれ環境の多様度が増えるので、それぞれ異なった環境に適応した生物種の種類が増えるとするモデル。
3. 移住と絶滅の平衡モデル … 島や池などの不連続な生息地に関するモデル。外部から生息地に新たに移入してくる種の数は、その生息地面積が大きいほど多い。また生物種の絶滅数は、既存の種の数と生息地面積に支配される。この移住と絶滅とが平衡状態になった時の生物種の数は、生息地の面積に依存する[7]。
4. 絶滅モデル … 孤立し新しい生物の移入がない系では、生物種の数は減少する傾向にある。このとき、孤立した部分が大面積であるほど、種の減少率が緩やかであるとするモデル[8]。
5. 種分化速度モデル … 面積が大きいほど、その地域には多様な環境が含まれるので種分化が起こる可能性が高くなり、その結果として種分化の速度が大面積地域ほど速くなると考えられる。その面積の差による種分化速度の違いが種数面積関係に影響するとするモデル[9]。

「島」の様に不連続な地域は5種類のモデルの内の一つまたは複数による解釈がつき、「本土・大陸」の様に連続的で任意に区分設定できる地域はランダム抽出・環境の異質性の2モデルの片方または両方の組み合せで解釈される。

## 参考図書
- 宮下 直・野田隆史「種多様性」『群集生態学』東京大学出版会、2003年、73-105ページ。
- M・ベゴン、J・ハーパー、C・タウンゼンド『生態学 個体・個体群・群集の科学』堀道雄/監訳、京都大学学術出版会、 2003年。ISBN 978-4876986064